# Mujeres crueles
Mujeres crueles (en hangul, 착하지 않은 여자들; romanización revisada, Chaghaji anh-eun yeojadeul) es una serie de televisión surcoreana emitida originalmente durante 2015 y protagonizada por Kim Hye-ja, Chae Shi-ra, Do Ji-won y Lee Ha-na.
Fue emitida por KBS 2TV desde el 25 de febrero hasta el 14 de mayo de 2015, con una longitud de 24 episodios emitidos las noches de cada miércoles y jueves a las 21:55 (KST). Narra los obstáculos por los que tienen que pasar tres generaciones de mujeres de una misma familia.

## Argumento
Son mujeres, de tres generaciones de una misma familia, dirigidas por Kang Soon Ok (Kim Hye Ja), una famosa profesora de cocina para gente rica y famosa. Su hija mayor Kim Hyun Jung (Do Ji Won) trabaja una estación de televisión, mientras que la hija más joven Kim Hyun Sook (Chae Shi Ra) es la oveja negra de la familia.
Jung Ma Ri (Lee Ha Na) es la hija de Hyun Sook, pero se parece a su tía al ser talentosa, y está en camino de convertirse en la profesora más joven en la universidad donde trabaja. Ma Ri se ve atrapado en un triángulo amoroso entre un par de medios hermanos, el reportero Lee Doo Jin (Kim Ji Seok) y el instructor de kendo Lee Roo Oh (Song Jae Rim).

## Reparto

### Personajes principales
- Kim Hye Ja como Kang Soon Ok.
- Chae Shi Ra como Kim Hyun Sook.
- Do Ji Won como Kim Hyun Jung.
- Lee Ha Na como Jung Ma Ri.

### Personajes secundarios
Cercanos a Soon Ok
- Lee Soon-jae como Kim Chul-hee / Yang Mi-nam.
- Jang Mi Hee como Jang Mo Ran.
- Lee Mi Do como Park Eun Shil.

Cercanos a Hyun Sook
- Park Hyuk Kwon como Jung Goo Min.
  - Yoon Jong-hoon como Jung Goo Min (de joven).
- Seo Yi-sook como Na Hyun-ae.
- Kim Hye Eun como Ahn Jong Mi.

Cercanos a Hyun Jung
- Son Chang Min como Lee Moon Hak.

Cercanos a Ma Ri
- Kim Ji Suk como Lee Doo Jin.
- Song Jae Rim como Lee Roo Oh.
- Jang Kyung Ae como Amigo de Ma Ri.

### Otros personajes
- Choi Jung Woo como Han Choong Gil.
- Lee Seung Hyung como Na Boo Gil.
- Jung Ji Soon como Sun Dong Tae.
- Chae Sang Woo como Guk Young Soo.
- Ji Yi-soo como Jae Kyung.
- Kim Choo Wol.
- Park Chul Ho.
- Song Young Kyu como Lee Moon Soo.
- Yoo Se Hyung.
- Oh Hee Joon como Kim Sa Bum.
- Jung Hun Tae.
- Joo Ye Rin.
- Kim Yoon Joo.
- Kim Kwang Tae.
- Kwon Il Soo.
- Lee Chan Hee.
- Jung Dong Kyu.
- Kwak Seung Nam.
- Hong Hae Sun.
- Kim Kang Hee.
- Ji Jae Hoon.
- Yeo Hwi Hyun.
- Shim In Joon.
- Kim Kyung Ae.
- Lee Tae Yoon.
- Lee Ji Sun.
- Oh Ji Hoo.
- Lee Kyu-hyung como el colega de Jung Ma-ri.

Apariciones especiales
- Jang Gwang (episodio 1)
- Julian Quintart como Leif Garrett (flashacks).
- Lee Sang-yoon (episodio 4).
- Park Chil Yong (episodio 6).
- Choi Jong Hoon (episodio 8).
- Choi Ha Na (episodio 8).
- Lee Seung Yun (episodio 8)
- Joo Jong Hyuk (episodio 1).[3]
- Boyfriend (episodio 5)
- Lee Sang Joon (episodio 19).
- Lee Deok Hwa como Han Ki Young (episodios 21-22).

## Banda sonora
- Acoustic Collabo - «A Girl and Streetlamp» (소녀와 가로등)
- Jeon Woo Sung (Noel) - «Because I» (내가 그댈)
- Postmen - «Miss You» (그리웠어 너)
- Suki - «Once Chance»
- Oh Yoo Joon - «I Love You» (그댈 사랑합니다)

## Recepción

### Audiencia
En azul la audiencia más baja y en rojo la más alta, correspondientes a las empresas medidoras TNms y AGB Nielsen.
| Ep. #    | Fecha de estreno      | Share        | Share        | Share       | Share       |
| Ep. #    | Fecha de estreno      | TNmS Ratings | TNmS Ratings | AGB Nielsen | AGB Nielsen |
| Ep. #    | Fecha de estreno      | Nacional     | Seúl         | Nacional    | Seúl        |
| -------- | --------------------- | ------------ | ------------ | ----------- | ----------- |
| 1        | 25 de febrero de 2015 | 8.8 %        | 10.3 %       | 9.1 %       | 9.4 %       |
| 2        | 26 de febrero de 2015 | 8.9 %        | 10.4 %       | 9.8 %       | 10.2 %      |
| 3        | 4 de marzo de 2015    | 10.1 %       | 13.0 %       | 11.8 %      | 12.2 %      |
| 4        | 5 de marzo de 2015    | 9.5 %        | 12.8 %       | 11.5 %      | 12.7 %      |
| 5        | 11 de marzo de 2015   | 9.1 %        | 11.8 %       | 12.0 %      | 13.1 %      |
| 6        | 12 de marzo de 2015   | 9.5 %        | 11.9 %       | 12.2 %      | 13.3 %      |
| 7        | 18 de marzo de 2015   | 9.6 %        | 12.2 %       | 12.1 %      | 12.4 %      |
| 8        | 19 de marzo de 2015   | 9.5 %        | 12.5 %       | 13.7 %      | 14.7 %      |
| 9        | 25 de marzo de 2015   | 9.8 %        | 11.3 %       | 12.8 %      | 13.9 %      |
| 10       | 26 de marzo de 2015   | 10.3 %       | 11.7 %       | 12.9 %      | 13.8 %      |
| 11       | 1 de abril de 2015    | 9.9 %        | 12.0 %       | 11.9 %      | 12.1 %      |
| 12       | 2 de abril de 2015    | 10.6 %       | 12.3 %       | 13.7 %      | 15.1 %      |
| 13       | 8 de abril de 2015    | 10.5 %       | 11.9 %       | 13.6 %      | 14.0 %      |
| 14       | 9 de abril de 2015    | 10.4 %       | 12.4 %       | 12.7 %      | 13.4 %      |
| 15       | 15 de abril de 2015   | 10.0 %       | 11.5 %       | 12.1 %      | 12.3 %      |
| 16       | 16 de abril de 2015   | 9.4 %        | 11.5 %       | 12.2 %      | 12.8 %      |
| 17       | 22 de abril de 2015   | 9.8 %        | 10.9 %       | 12.1 %      | 12.7 %      |
| 18       | 23 de abril de 2015   | 8.8 %        | 9.8 %        | 12.4 %      | 13.9 %      |
| 19       | 29 de abril de 2015   | 8.5 %        | 9.9 %        | 11.4 %      | 11.8 %      |
| 20       | 30 de abril de 2015   | 9.7 %        | 10.9 %       | 11.2 %      | 11.8 %      |
| 21       | 6 de mayo de 2015     | 9.8 %        | 11.5 %       | 12.6 %      | 13.6 %      |
| 22       | 7 de mayo de 2015     | 9.1 %        | 10.4 %       | 11.5 %      | 11.9 %      |
| 23       | 13 de mayo de 2015    | 9.7 %        | 11.1 %       | 12.2 %      | 13.4 %      |
| 24       | 14 de mayo de 2015    | 9.7 %        | 11.6 %       | 12.0 %      | 12.9 %      |
| Promedio | Promedio              | 9.6 %        | 11.5 %       | 12.1 %      | 12.8 %      |

## Emisión internacional
- Hong Kong: TVB Korean Drama (2015).
- Taiwán: MOD (2016).